# Shakima Wimbley
Shakima Wimbley (23 aprile 1995) è una velocista statunitense.

## Palmarès
| Anno | Manifestazione      | Sede       | Evento      | Risultato  | Prestazione | Note                                                |
| ---- | ------------------- | ---------- | ----------- | ---------- | ----------- | --------------------------------------------------- |
| 2014 | Mondiali juniores   | Eugene     | 4×400 m     | Oro        | 3'30"42     |                                                     |
| 2015 | Giochi panamericani | Toronto    | 400 m piani | Argento    | 51"36       |                                                     |
| 2015 | Giochi panamericani | Toronto    | 4×400 m     | Oro        | 3'25"68     |                                                     |
| 2017 | Mondiali            | Londra     | 4×400 m     | Oro        | 3'19"02     | Miglior prestazione mondiale stagionale             |
| 2018 | Mondiali indoor     | Birmingham | 400 m piani | Argento    | 51"47       |                                                     |
| 2018 | Mondiali indoor     | Birmingham | 4×400 m     | Oro        | 3'23"85     | Record dei campionati · Record nord-centroamericano |
| 2019 | World Relays        | Yokohama   | 4×400 m     | Argento    | 3'27"65     |                                                     |
| 2019 | Mondiali            | Doha       | 400 m piani | Semifinale | 1'13"55     |                                                     |